# Стеклоделие

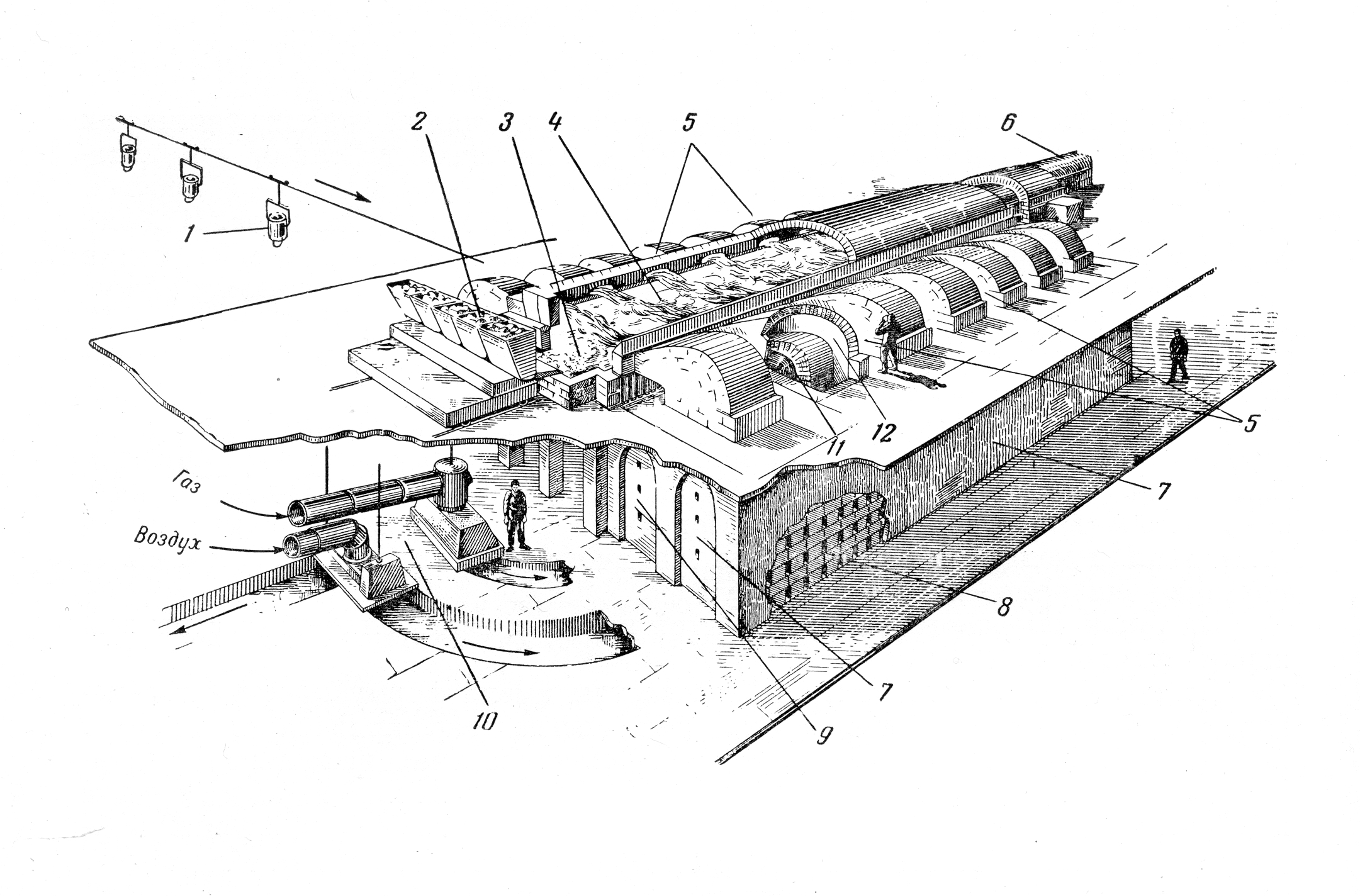
Ванная стекловаренная печь. Середина XX века

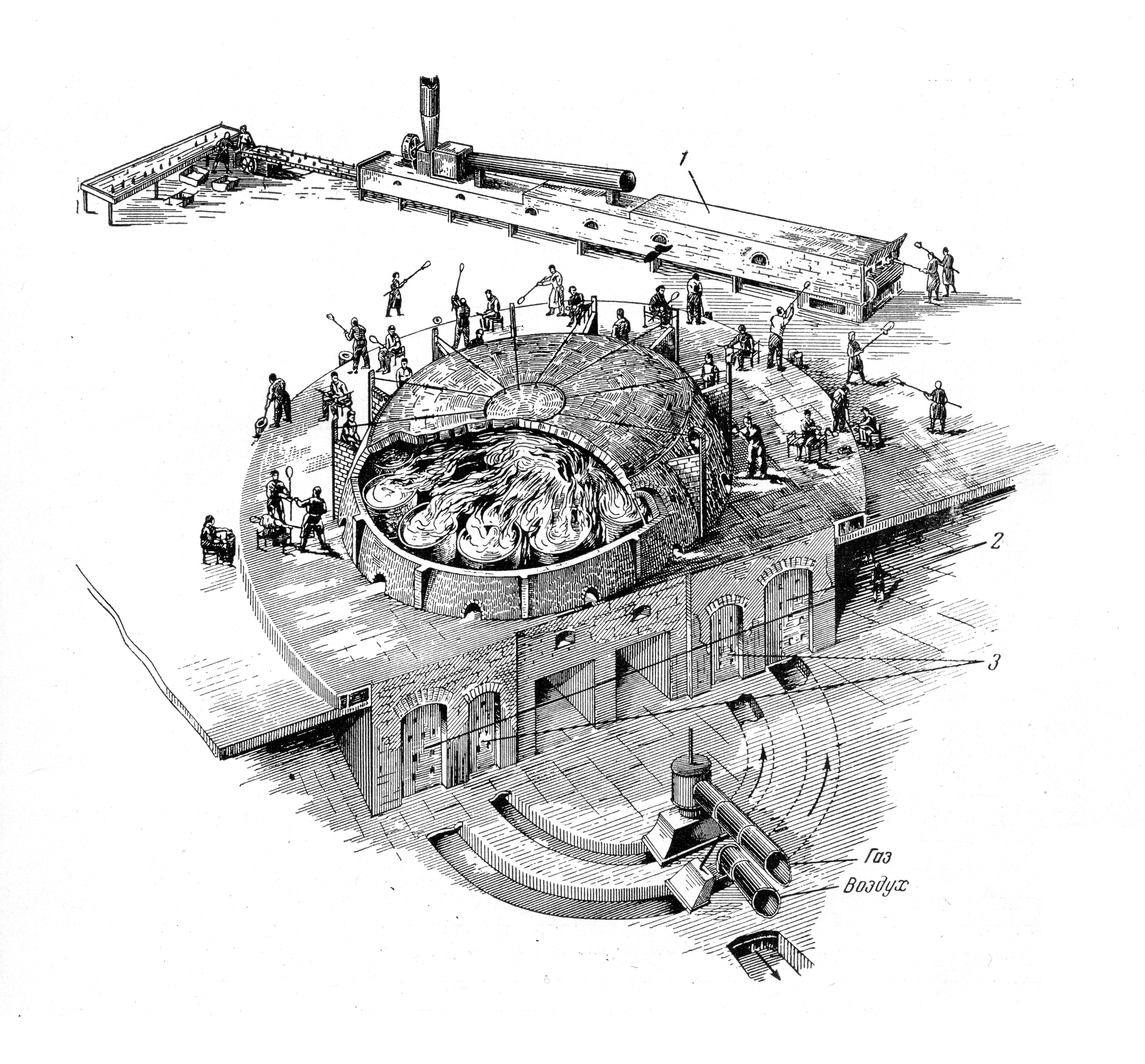
Горшковая стекловаренная печь. Середина XX века

Стеклоделие (стекловарение) — одна из древнейших технологий в материальной культуре, но сравнительно молодая отрасль промышленности. Основное сырьё при получении наиболее употребимых видов стекла — кремнезём. Варка стекла в настоящее время производится по нескольким методам, но общими для них являются достаточно строгие технологические параметры, основными из которых являются условия высокой чистоты производства и управляемый высокотемпературный режим, подразумевающие наличие соответствующего оборудования и инструментария. Продукты стеклоделия всегда имели и будут находить применение во всех областях деятельности человека.

## История

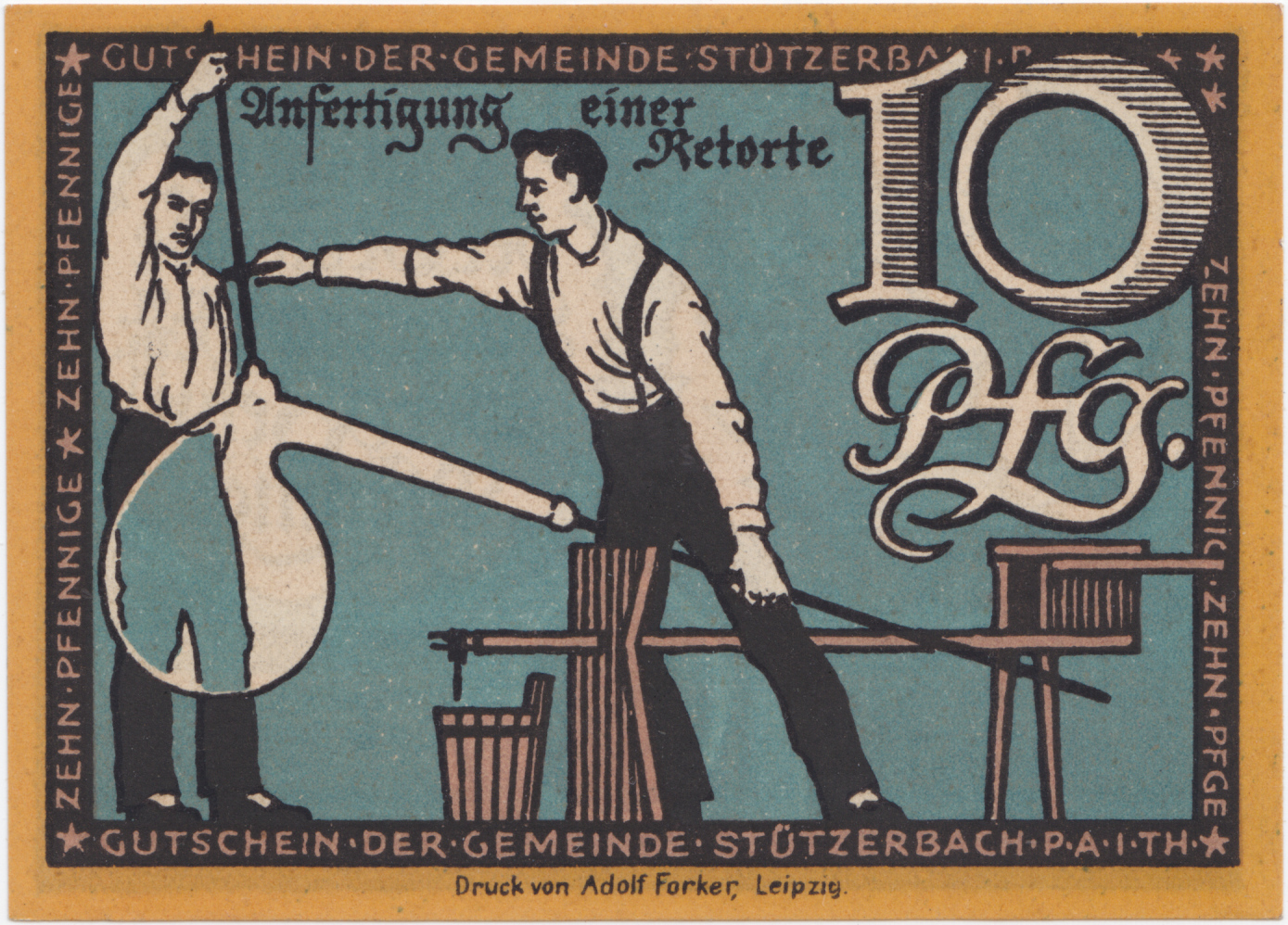
Работа стеклодувов. Нотгельд Штютцербаха, 1921 г.

Археологические источники свидетельствуют, что искусственное стекло впервые было произведено на сирийском побережье, в Месопотамии или в Древнем Египте.
Первое известное застеклённое окно было в помещении бани в Помпеях. Его размер составлял метр на полтора метра.
Для изготовления оконного стекла в средневековье применялись два метода, «лунный метод» и «метод цилиндров».
В дальнейшем технологии стекла получили новые импульсы для своего развития. Оптическое стекло нашло свое выражение в линзах для телескопов и микроскопов. Широко стало использоваться стекло и для производства стеклотары. Стекло продолжило быть неотъемлемым элементом архитектуры как барокко, так и модерна (стеклянный павильон).
В конце XIX века немецкий химик Отто Шот заложил основы производства современного оптического стекла, создал многие виды специальных стекол, сыгравших ключевую роль в развитии оптики.
В начале XX века бельгийский инженер Эмиль Фурко разработал способ механического производства оконного стекла методом вытягивания.
Между 1953 и 1957 годами Алистер Пилкингтон и Кеннет Бикерстафф изобрели новый процесс производства термополированного стекла, революционный метод производства высококачественного листового стекла путем плавания расплавленного стекла над ванной с расплавленным оловом, позволяющий избежать дорогостоящей необходимости шлифовки и полировки листового стекла, чтобы сделать его прозрачным.

## Технология

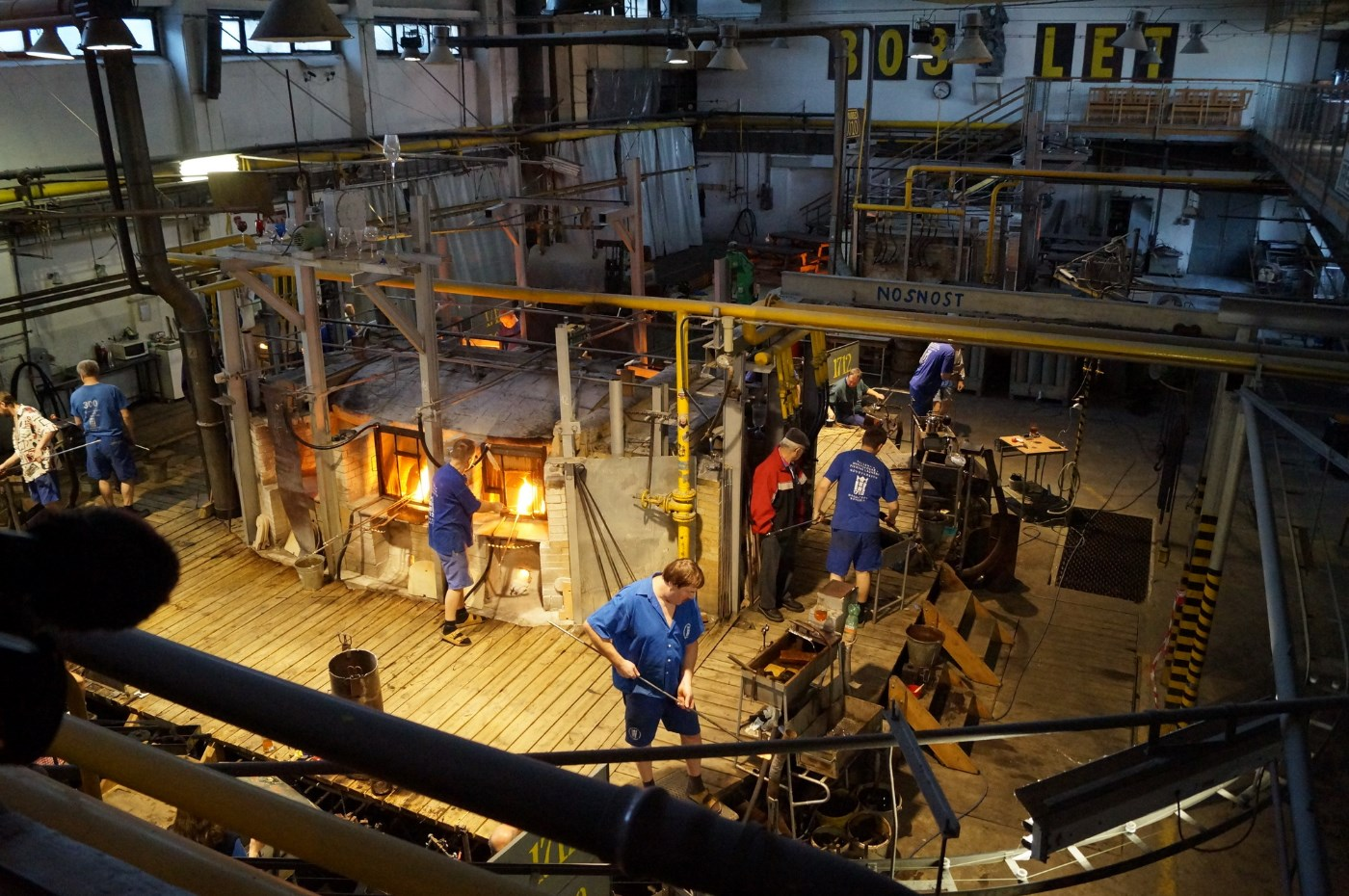
Стекловаренный цех в Гаррахове, Чехия, 2015 год

Процесс получения стекла подразумевает использование различных видов исходного сырья, что и предопределяет свойства его продуктов. Соответственно и потребность получения заданных свойств заставляет предъявлять определённые требования к компонентам. Как уже было отмечено, главным, самым доступным и дешёвым, а потому и наиболее употребимым в практике стеклоделия, является кремнезём; однако любая модификация требует использования дополнительных реактивов, что и определяет конечную стоимость изделия.
Производство листового стекла включает четыре стадии:
- Плавка смеси кварцевого песка с содой и известью. При этом получается «жидкое стекло», в которое могут добавлять и другие компоненты (например, оксиды магния или алюминия), чтобы сделать материал более крепким и изменить его цвет. Необходимо постоянно перемешивать эту смесь, чтобы из нее пропали все пузырьки воздуха.
- Формование — «жидкое стекло» выливают в ванну с расплавленным оловом.
- Охлаждение — стекло остывает и затвердевает при обдуве холодным воздухом, затем его разрезают на листы нужного размера.
- Покрытие — на листы стекла наносят разнообразные покрытия, чтобы, например, улучшить защиту от солнечных лучей или добиться антибликового эффекта[5].

Для изготовления изделий из стекла применяют различные способы формования: выдувание, прессование, прессо-выдувание. Способом ручного и механизированного выдувания получают полые изделия различной конфигурации (бутылки, банки, стаканы, рюмки и т.д.).

## Крупнейшие производители
Наиболее крупными производителями листового стекла в мире являются компании Asahi Glass, Nippon Sheet Glass, Guardian Industries и Saint-Gobain.